# Xylolaemus fasciculosus
Xylolaemus fasciculosus är en skalbaggsart som först beskrevs av Leonard Gyllenhaal 1827.  Xylolaemus fasciculosus ingår i släktet Xylolaemus, och familjen barkbaggar. Enligt den svenska rödlistan är arten nationellt utdöd i Sverige. . Arten har tidigare förekommit i Götaland men är numera lokalt utdöd. Artens livsmiljö är skogslandskap.